# Roman, Marga und Mareille Sobek-Stiftung
Die Roman, Marga und Mareille Sobek-Stiftung mit Sitz in Renningen, Baden-Württemberg, kurz Sobek-Stiftung, geht auf den Darmstädter Textilunternehmer Roman Sobek, seine Ehefrau Marga und Tochter Mareille zurück. Mareille Sobek war im Alter von 21 Jahren an der Autoimmunkrankheit Multiple Sklerose (MS) verstorben, da entsprechende Behandlungsmöglichkeiten fehlten. Ziel der 1994 gegründeten Stiftung ist die Förderung der Erforschung der Krankheit und der dazugehörigen Grundlagenforschung.

## Sobek-Forschungspreis
Seit dem Jahr 2000 wird von der Stiftung der Sobek-Forschungspreis verliehen. Die mit 100.000 Euro europaweit höchstdotierte Auszeichnung der MS-Forschung wird an Wissenschaftler vergeben, deren Arbeiten richtungsweisende Erkenntnisse auf dem Gebiet der Erforschung der Krankheit geliefert haben. Ein Jahr später wurde erstmals der Sobek-Nachwuchspreis verliehen. Er ist mit 10.000 Euro dotiert, seit 2015 mit 15.000.
Über die Vergabe der Preise entscheidet die Stiftung aus einem Kandidaten-Vorschlag des wissenschaftlichen Beirats, der sich aus fünf MS-Spezialisten zusammensetzt, die durch die Stiftung für vier Jahre berufen werden. Zurzeit (Stand Anfang 2016) sind dies Klaus Toyka (Vorsitzender), Reinhard Hohlfeld, Hartmut Wekerle, Hans Lassmann, Britta Engelhardt und Luisa Klotz. Mit dem Hauptpreis soll eine herausragende wissenschaftliche Gesamtleistung gewürdigt werden, für den Nachwuchspreis eine herausragende Einzel-Leistung eines jüngeren Wissenschaftlers. Die Verleihung erfolgt in Zusammenarbeit mit der Deutschen Multiple Sklerose Gesellschaft und der Aktion Multiple Sklerose Erkrankter, Landesverband der DMSG in Baden-Württemberg e.V. (AMSEL e.V.) im Neuen Schloss bzw. der Hochschule für Musik und Darstellende Kunst Stuttgart. Schirmherrschaft liegt bei dem Ministerium für Wissenschaft, Forschung und Kunst Baden-Württemberg.

### Preisträger
| Jahr | Forschungspreis | Nachwuchspreis |
| ---- | --- | --- |
| 2000 | Hans Lassmann, Institut für Hirnforschung der Universität Wien | Nicht verliehen |
| 2001 | Klaus-Armin Nave, Max-Planck-Institut für experimentelle Medizin, Göttingen                                                                                                  | Mathias E. Mäurer, Neurologische Universitätsklinik Würzburg Martin Kerschensteiner, Institut für Hirnforschung der Universität Zürich             |
| 2002 | Alastair Compston, Neurologie-Abteilung am Addenbrooke’s Hospital, Cambridge                                                                                                 | Ralf Linker, Neurologische Universitätsklinik Würzburg Christian Bien, Universitätsklinikum Bonn                                                   |
| 2003 | Avraham Ben-Nun, Weizmann-Institut, Rehovot/Israel Christopher Linington, University of Aberdeen                                                                             | Oliver Neuhaus, Universität Düsseldorf Jens Schmidt, Universität Würzburg/National Institutes of Health, Bethesda (Maryland)                       |
| 2004 | Reinhard Hohlfeld, Institut für Klinische Neuroimmunologie der Universität München/Max-Planck-Institut für Neurobiologie, Martinsried                                        | Burkhard Becher, Universität Zürich Heinz Wiendl, Universität Tübingen                                                                             |
| 2005 | Jens Frahm, Max-Planck-Institut für biophysikalische Chemie, Göttingen David Miller, Institute of Neurology, London                                                          | Ricarda Diehm, Universität Göttingen Christine Stadelmann-Nessler, Universität Göttingen Sabine Cepok, Neurologische Universitätsklinik Düsseldorf |
| 2006 | Volker Dietz, Universitätsklinik Balgrist, Zürich | Nicht verliehen |
| 2007 | Michael Sendtner, Institut für Klinische Neurobiologie, Universitätsklinikum der Universität Würzburg                                                                        | Florence Bareyre, Institut für klinische Neuroimmunologie, Klinikum der LMU München, Großhadern                                                    |
| 2008 | Christian Confavreux, Université de Lyon | Thomas Korn, TU München |
| 2009 | Lars Fugger, University of Oxford | Gurumoorthy Krishnamoorthy, Max-Planck-Institut für Neurobiologie, Martinsried                                                                     |
| 2010 | Catherine Lubetzki, Hopital de la Salpetrière, Paris Rudolf Martini, Sektion für Experimentelle Entwicklungsneurobiologie der Neurologischen Klinik der Universität Würzburg | Sven Meuth, Universität Münster |
| 2011 | Ralf Gold, Neurologische Klinik der Ruhr-Universität Bochum | Martin Weber, Klinik für Neurologie am Klinikum rechts der Isar der TU München                                                                     |
| 2012 | Christian Münz, Institut für experimentelle Immunologie der Universität Zürich                                                                                               | Luisa Klotz, Universitätsklinikum Münster |
| 2013 | Bernhard Hemmer, Klinik für Neurologie am Klinikum rechts der Isar der TU München                                                                                            | Francesca Odoardi, Abteilung Immunologie am Institut für Multiple-Sklerose-Forschung der Universitätsmedizin Göttingen                             |
| 2014 | Marco Prinz, Institut für Neuropathologie am Universitätsklinikum Freiburg                                                                                                   | Stefan Bittner, Institut für Multiple-Sklerose-Forschung der Universitätsklinik Münster                                                            |
| 2015 | Heinz Wiendl, Klinik für Allgemeine Neurologie an der Universitätsklinik Münster                                                                                             | Christian Geis, Universitätsklinikum Jena Clemens Warnke, Universitätsklinikum Düsseldorf                                                          |
| 2016 | Ari Waismann, Institut für Molekulare Medizin der Universität Mainz | Veit Rothhammer, Klinik für Neurologie am Klinikum r.d. Isar der TU München                                                                        |
| 2017 | Ludwig Kappos, Neurologische Universitätsklinik, Universitätsspital Basel | Anneli Peters, Max-Planck Institut für Neurobiologie, Martinsried                                                                                  |
| 2018 | Josep Dalmau, Neurologische Universitätsklinik, Universitätsspital Basel | Aiden Haghikia Nicholas Schwab |
| 2019 | Burkhard Becher, Universität Zürich | Sarah-Christin Staroßom, Berlin Simon Hametner, Wien                                                                                               |
| 2020 | Alan J. Thompson, University College London | Benjamin Knier, München |
| 2021 | Alexander Flügel, Universität Göttingen | Nicht verliehen |
| 2022 | Nicht verliehen | Lucas Schirmer, Mannheim Anne-Katrin Pröbstel, Basel                                                                                               |
| 2023 | Martin Kerschensteiner, LMU München Thomas Korn, TU München Ehrenpreis: Adriano Fontana, Universität Zürich                                                                  | Max Kaufmann, Hamburg |
| 2024 | Jens Kuhle, Universitätsspital Basel | Ali Maisam Afzali, München |